# Antonio de Antioquía
Antonio de Antioquía (en griego: Άντώνιος; fallecido en el año 302 d. C.) fue un sacerdote cristiano de los primeros tiempos que sufrió martirio con Anastasio, Juliano, Celso y Marcionilla durante la Persecución de Diocleciano. Denunció el modo de vida del Imperio Romano, vivió como un ermitaño del desierto, practicó el celibato, vivió de raíces y plantas, y rehuyó cualquier visita que recibiera. Antonio deseaba vivir su vida en completa solidaridad con Dios.